# 張致恆
張致恆（英語：Steven Cheung Chi Hang，1984年11月10日—），香港男歌手及演員，為男子組合BOYZ成員，曾為香港無綫電視的基本藝人合約藝員，並曾為邵氏兄弟藝員。

## 簡歷
張致恆生於香港，其母為荷蘭人，父親是華籍香港人，張氏有兩姊一弟，長姊為同母異父，其中一姊張詠恩為女子組合Krusty成員，弟弟張致良為兼職模特兒。小時因其混血長相，而有「大鬼」的暱稱。
張致恆中學時期已兼職模特兒，後來被英皇娛樂羅致為旗下藝人，並於2003年與關智斌組成組合Boy'z。
2005年2月，關智斌作個人發展而退出組合，後麥子豪加入為Boy'z新成員。2006年6月，陳偉霆加入，三人以新組合名稱Sun Boy'z再闖樂壇，由張致恆擔任隊長，至2008年陳偉霆及麥子豪退出組合。2010年4月，與關智斌重組Boy'z。
2008年12月15日，香港雜誌《忽然1周》攝得張致恆在銅鑼灣駱克道一間cafe當時薪港幣50元的侍應。同時是畫室老闆。
2010年-2015年期間，以英皇旗下藝人身份亮相於TVB。
2016年改往中國大陸發展，並於多套電影之中擔任主角。。
2019年7月26日，因張致恆被爆醜聞而取消BOYZ原定10月舉行的首次紅館演唱會。7月27日，張致恆於內地的後援會，在微博正式宣布解散。

## 私生活
張致恆自出道以來，緋聞多不勝數。早在2001年，張致恆與模特兒黃榕交往，兩人在翌年分手。
2004年，與年長5年的歌手傅珮嘉發展「姊弟戀」，但隨即遭公司「雪藏」，兩人的戀情轉為低調，並在2006年因男方與女網友Fiona互送情慾短訊而結束。
2007年，與剛出道的鍾舒漫交往，但亦遭公司反對，兩人的戀情轉為低調，並在2013年因男方搭上模特兒孫旗而結束。
2010年，在清談節目《兄弟幫》中自爆17歲已經失身，對方是16歲的模特兒，但堅稱自己仍是處男。
2013年末，張致恆與2013年香港珠寶小姐季軍莊端兒交往，兩人戀情在2014年公開。張致恆更在2016年情人節向女方求婚成功，不過在同年9月卻因張致恆密會台灣女子Doris而分手，隨後證實患上性上癮，需接受心理輔導。
2017年3月，在社交網站上貼出與舞台劇演員兼模特兒梁皓恩的合照，公開戀情。

### 外遇事件
2019年7月25日，張致恆突然公佈自己即將結婚，但對象並非現任女友梁皓恩，而是28歲女粉絲區燕雯（傳媒多稱「雯雯」）。更爆出女方已在4月為其誕下兒子張天寶，近日為其舉行百日宴，梁皓恩在事前毫不知情。消息一出，梁在Instagram上質問張致恆，更指張欠債10萬元，要求儘快歸還。之後更有另外兩名受害者Moon和Maggie發聲，引發「一腳踏五船」的疑雲。另外，邵子風在7月26日凌晨於Facebook發帖文，引用梁皓恩的留言「被偷走的五年」，暗指兩人在2014年已交往。當時莊端兒在訪問中表示與張致恆在2013年末交往，令人懷疑梁皓恩也是第三者。事件越演越烈，有報導指張致恆與莊端兒交往期間與蔣家旻和裕美有曖昧關係，蔣家旻更因情傷喊自殺，不過兩人均否認戀情。
事隔多天，張致恆在7月29日晚上於Instagram發文道歉。此事令張的形象破產，多名好友包括蔡卓妍、鍾欣潼、鍾舒漫等人紛紛取消關注張致恆的社交網站。7月31日，張致恆被傳媒拍到與未婚妻雯雯前往律師樓，疑似註冊結婚。而雯雯在8月2日凌晨於Instagram開腔發文，表示自己了解整件事的來龍去脈，希望大家能給予張致恆機會，盡父親責任照顧好兒子，並感謝大家關心。張致恒之後再在IG發道歉聲明，承認與雯雯一起的時候未與正印女友梁皓恩（April）分手，對她和太太感到萬分愧疚。張致恒與舊拍擋關智斌原本有幸一同踏上紅館開演唱會，但因張致恒的醜聞致使BOYZ的9月紅館演唱會改為關智斌個人紅館演唱會。
9月2日，張致恆正式與區燕雯簽紙結婚。11月19日，張致恆透過Instagram宣佈妻子區燕雯再度懷孕。2020年6月12日，其妻誕下次子張天牧。
2022年2月2日，張致恆在一次直播中承認妻子區燕雯第三度懷孕。5月26日，其妻誕下三子張天朗。

### 欠債不還
張致恆被網紅桑子等人揭發，曾向多名藝人借錢，但因拖欠還款而被其他藝人公開要求還款。例如關智斌、鄭希怡都曾借款給他，但都無法追回款項。馮鎵瀠更於她的instagram中公開指張致恆拖欠她款項超過半年，仍然分毫未還。張致恆事後於instagram致歉，承認因目前沒有收入，無力償還債務。然而，他被傳媒發現家中有聘請外傭，所住的村屋亦租金昂貴。張致恆則回應指外傭於欠債前已經聘用，而需租住村屋的原因則是妻子養有三隻狗，由於香港的公共屋邨一般不容許飼養狗隻，他們一家必須租住村屋。
2025年5月11日太太區燕雯連環發佈IG限時動態，表示欠租即將被趕離居所，還公司徵求紙皮箱、紅白藍袋，及後只見雯雯因兒子患上哮喘而壓力爆煲、以及Steven豐盛晚餐賀父親節的動態，一直未見再有關欠租被逼遷的最新消息。及至2020年6月18日、相距超過一個月後，雯雯終於為欠租近況發佈新動態，不但表示「終於做租霸」，甚至「我都預左有報應，但呢刻我末(沒)路行」，當中雖未見清晰具體的描述，及後再有另一則動態補充「唔係冇交，係末(未)交齊」，卻未交代一家日後住宿安排。

## 音樂作品

### 唱片

#### Boy'z時期
- 2003年：
  - LaLa 世界
  - LaLa 世界（第二版）
  - 一起喝采
  - A Year to Remember（AVEP）
- 2004年：
  - A Year To Remember（第三版）
  - Boy'zone 男生圍
  - Boy'zone（第二版）
  - Boy'z Can Cook
  - Joy to the World Christmas Hits（與Twins、鄭希怡及梁洛施的合輯）
- 2005年：
  - 星Mobile超時空接觸演唱會
  - 八星報囍賀賀囍（與Twins、鄭希怡、梁洛施、吳浩康及李逸朗的合輯）
- 2006年：
  - 雪.再見（梁洛施合輯）

#### Sun Boy'z時期
- 2007年：
  - Sun Boy'z
  - All for 1（新曲＋精選）
  - 初次約會（國語專輯）

#### Boy'z重組時期
- 2011年：
  - Ready to go

### 單曲
- 人造雪
- 說再見（與梁洛施合唱）
- 神愛你（與張彥博合唱）

### 個人專輯
| 專輯 # | 專輯名稱 | 專輯類型  | 發行公司 | 發行日期     | 曲目 |
| ------ | -------- | --------- | -------- | ------------ | --- |
| 1st    | Press On | 新曲+精選 | 英皇娛樂 | 2014年4月9日 | 曲目 CD 1. I Need You(新歌) 2. 大巴比倫(新歌) 3. 有著你(新歌) 4. 我長大了 5. 彼得與王 6. 新Boy (張致恒/何基佑) 7. 若有天(BOYZ) 8. 聖誕夜 (張致恒/張彥博) 9. 活著就是祭 (張致恒/鄭希怡/王祖藍/李逸朗) 10. 同一個夢想 (張致恒/關智斌/鄭希怡/鍾舒漫/李進羿/王祖藍) 11. 有這一天 (張致恒/關智斌/鄭希怡/鍾舒漫/李進羿/王祖藍) |

## 派台歌曲成績
註：組合名義的派台歌，請參閱Boy'z之頁面。
| 派台歌曲上榜最高位置  | 派台歌曲上榜最高位置 | 派台歌曲上榜最高位置 | 派台歌曲上榜最高位置 | 派台歌曲上榜最高位置 | 派台歌曲上榜最高位置 | 派台歌曲上榜最高位置 |
| --------------------- | -------------------- | -------------------- | -------------------- | -------------------- | -------------------- | -------------------- |
| 唱片                  | 歌曲                 | 903                  | RTHK                 | 997                  | TVB                  | 備註                 |
| 2013年                |                      |                      |                      |                      |                      |                      |
| Press On              | 大巴比倫             | -                    | 14                   | -                    | 8                    |                      |
| 2014年                |                      |                      |                      |                      |                      |                      |
| Press On              | I Need You           | -                    | -                    | -                    | -                    |                      |
| 2015年                |                      |                      |                      |                      |                      |                      |
| 英皇15周年 和華麗有約 | 和華麗有約           | -                    | -                    | -                    | 5                    | 英皇群星合唱         |
| 英皇15周年 和華麗有約 | 和華麗有約（國）     | -                    | -                    | -                    | -                    | 英皇群星合唱         |

| 各台冠軍歌總數 | 各台冠軍歌總數 | 各台冠軍歌總數 | 各台冠軍歌總數 | 各台冠軍歌總數    |
| -------------- | -------------- | -------------- | -------------- | ----------------- |
| 903            | RTHK           | 997            | TVB            | 備註              |
| 0              | 0              | 0              | 0              | 四台冠軍歌總數：0 |

## 演出作品

### 電影
- 2001年：
  - 《玻璃少女》飾 芝士
- 2003年：《古宅心慌慌》飾
  - 《古宅心慌慌》飾 丁霸
  - 《愛在陽光下》飾 廚師
  - 《海底奇兵》飾 基圍積（配音）
- 2004年：
  - 《鬼馬狂想曲》飾 魔法學校接線生
  - 《這個阿爸真爆炸》
  - 《新警察故事》 客串飾 飛仔
  - 《大無謂》飾 炒粉
  - 《鯊膽大話王》飾 水母（配音）
- 2005年：
  - 《蟲不知》飾 鹹蛋
  - 《擁抱每一刻花火》飾 阿星
  - 《情癲大聖》飾 沙僧
- 2006年：
  - 《犀照》飾 方力
  - 《伊沙貝拉》飾 杜汶澤年輕時
  - 《雲水謠》飾 薛子路
- 2007年：
  - 《雙子神偷》飾 忽必烈
  - 《校墓處》飾 狄志恆
  - 《甜心粉絲王》飾 蘇蝦
- 2008年：
  - 《惡男事件》飾 華冠南
  - 《十分鍾情》
  - 《猩戰前傳》飾 沙膽王（配音）
- 2009年：
  - 《家有囍事2009》飾 小敏朋友（客串）
- 2011年:
  - 《喜愛夜蒲》飾 便衣警員
- 2017年：
  - 《捉妖大仙》(網絡電影)）飾 青年燕赤霞
  - 《臥底賭神》(網絡電影)）飾 徐家寶
- 2018年：
  - 《臥底毒龍》(網絡電影) 飾 徐家寶（臥底賭神續集）
- 2019年：
  - 《齊天大聖之五指山》(網絡電影)飾 孫悟空
- 2020年：
  - 《赌神之神》(網絡電影)
  - 《倩女幽魂人間情》(網絡電影)
  - 《仙書奇譚》(網絡電影)

### 電視劇
| 電視台   | 首播   | 劇名                   | 角色               |
| 無綫電視 | 2004年 | 《當四葉草碰上劍尖時》 | 羅振國             |
| 無綫電視 | 2012年 | 《結·分@謊情式》       | 蔡德克             |
| 無綫電視 | 2013年 | 《神鎗狙擊》           | 安亞哲（Energy）   |
| 無綫電視 | 2014年 | 《女人俱樂部》         | 巫志堅             |
| 無綫電視 | 2016年 | 《愛·回家之八時入席》  | 張致恆／青年古晓臣 |
| 無綫電視 | 2016年 | 《巨輪II》             | 高先柏（Pi）       |
| 無綫電視 | 2018年 | 《波士早晨》           | 榮晉熙（Travis）   |
| 中國大陸 | 2009年 | 《賢妻良母》           | 陳建邦             |
| 中國大陸 | 2011年 | 《星光都市》           | 孟林               |
| 中國大陸 | 2012年 | 《星光都市2》          | 孟林               |
| 中國大陸 | 2017年 | 《碧海雄心》           | 趙五一             |
| 邵氏兄弟 | 2020年 | 《飛虎之雷霆極戰》     | Ryan Lee           |

### 網絡劇
- 2003年：
  - now.com網劇《一起喝采》
- 2014年：
  - 網劇《整垮前男友》

### 節目主持
- 食得健康嗎？
- 你健康嗎？
- 乜都搞掂晒
- 煒哥的味道
- 深夜美食團
- 慶祝澳門回歸祖國十九周年 2018澳門國際幻彩大巡遊

### 參與節目

#### 2017
- 最緊要好玩
- 築·動·愛
- 阿爺Big Big廚房
- 終極街頭魔法王

## 外部連結
- 張致恆的Facebook專頁
- 名人戰商界—— 望建立分享空間 張致恒開畫室不為錢 頭條日報
- 張致恒擔任領跑員　為視障人士完成環台跑 （页面存档备份，存于）
- 張致恒六粒鐘跑畢全馬 （页面存档备份，存于）
- 張致恆的Instagram帳戶
- 張致恆的新浪微博